# 牡蠣の土手鍋

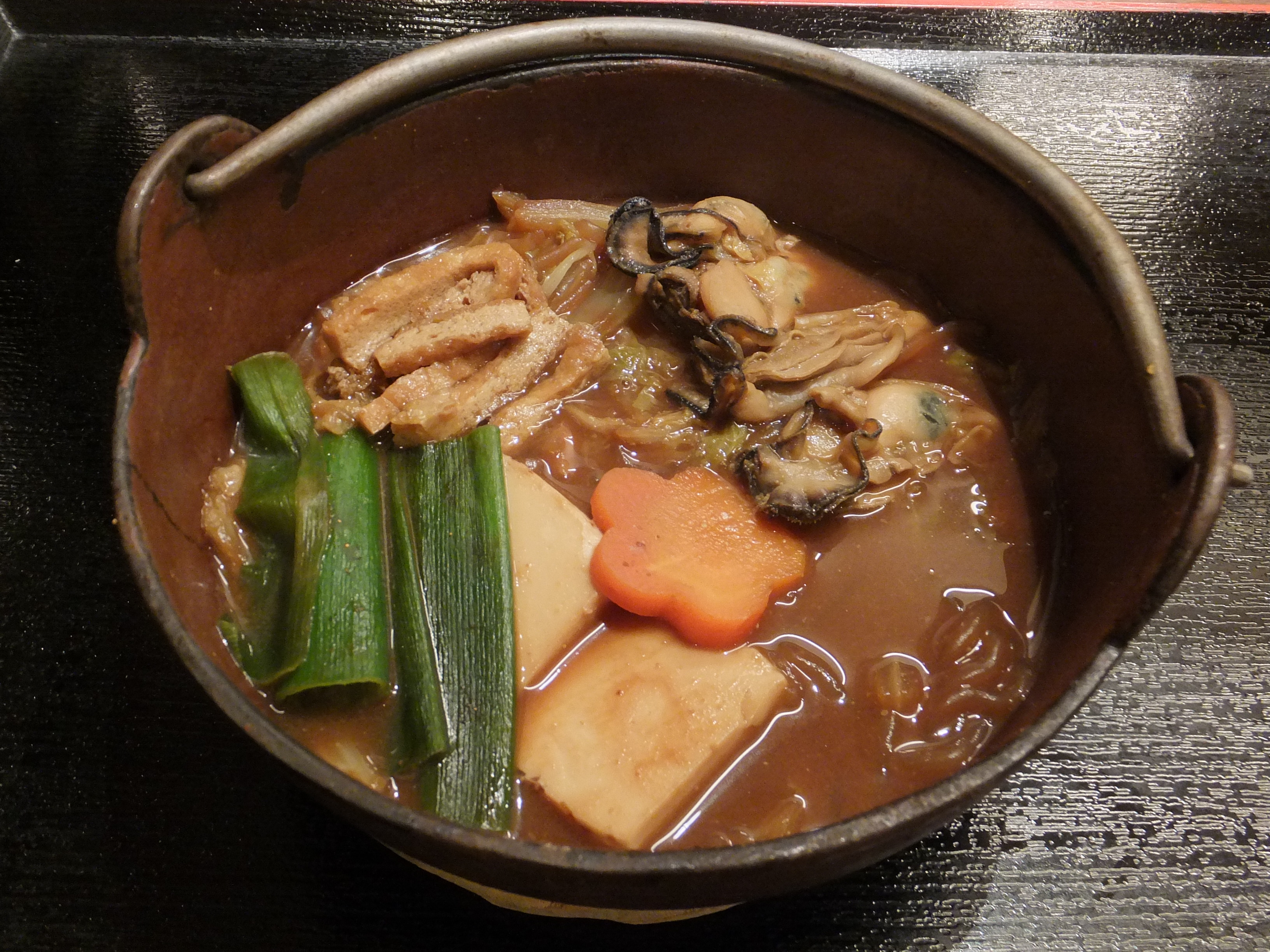
牡蠣の土手鍋

牡蠣の土手鍋（かきのどてなべ）とは鍋料理の一種で、鍋の周りに味噌を塗りつけ、カキと豆腐や野菜を煮ながら食べる広島県の郷土料理。

## 概要
貝類と野菜を味噌味で煮たものが、一般的に「土手鍋」あるいは「土手鍋風」と呼ばれているが、本来は生ガキを用い、府中味噌を鍋の内側の周りに土手のように塗って作る鍋料理を「カキの土手鍋」あるいは「土手鍋」という。
愛知県や静岡県遠州地区で食べられている土手煮に似ているが、こちらはホルモンやこんにゃく、野菜を用いる。
カキ鍋の一種で、味噌を鍋の周りに、土手のように塗りつけることから、この名が付いたというのが有力な説だが、由来については諸説あり、「土手」と言う行商人が考案した、大阪の土手で売っていたなどの説もある。土手鍋は、独特の食べ方に特徴があり、食べる直前に味噌の土手を崩しながら、好みの味加減にして食べる。また、鍋の中央に味噌を入れたものでも「土手鍋」と呼ぶ場合がある他、広島県外では土手鍋を指して「（カキの）土手焼き」とも呼んでいる例などもある。